# Notting Hill Carnival
Karnawał Notting Hill – coroczny festiwal trwający dwa dni (niedziela i poniedziałek, tzw. Bank Holiday Monday) w sierpniu w dzielnicy Notting Hill. Począwszy od 1959 impreza odbywała się w styczniu, a w 1965 przeniesiono ją na obecny termin.
Pierwszą edycję karnawału, jeszcze pod nazwą Carribean Carnival, zainicjowała działaczka społeczna Claudia Jones. Festiwal wywodzi się z diaspory czarnoskórych imigrantów z Karaibów, w szczególności z Trynidadu, gdzie karnawałowa tradycja jest bardzo silna. Lokalne społeczności marzyły o stworzeniu święta, które zjednoczyłoby karaibskich mieszkańców z dzielnicy Notting Hill. Pod koniec lat 50. Afroamerykanie byli narażeni na ciągłe naciski społeczne. Spotykali się w klubach północnego Londynu, w których mogli się bawić swobodnie. Z biegiem czasu karaibskie społeczności zaczęły dzielić się swoją kulturą z milionem ludzi z całego świata. Współczesny karnawał rozciąga się na długości 5 kilometrów. W paradzie biorą udział przebrane w kostiumy zespoły tańczące w rytm muzyki.
Z niektórych z 45 scen słychać również etniczne rytmy. Uczestnicy bawią się na scenach od godziny 9 do 20, a potem przenoszą się do klubów. Podczas Notting Hill Carnival wybierane są najlepsze zespoły oraz orkiestry grające na narodowych instrumentach z Trynidadu i Tobago, a w ramach konkursu Grand Costium Gala wybiera się Miss, Mistera oraz DJ-a karnawału.

## Galeria

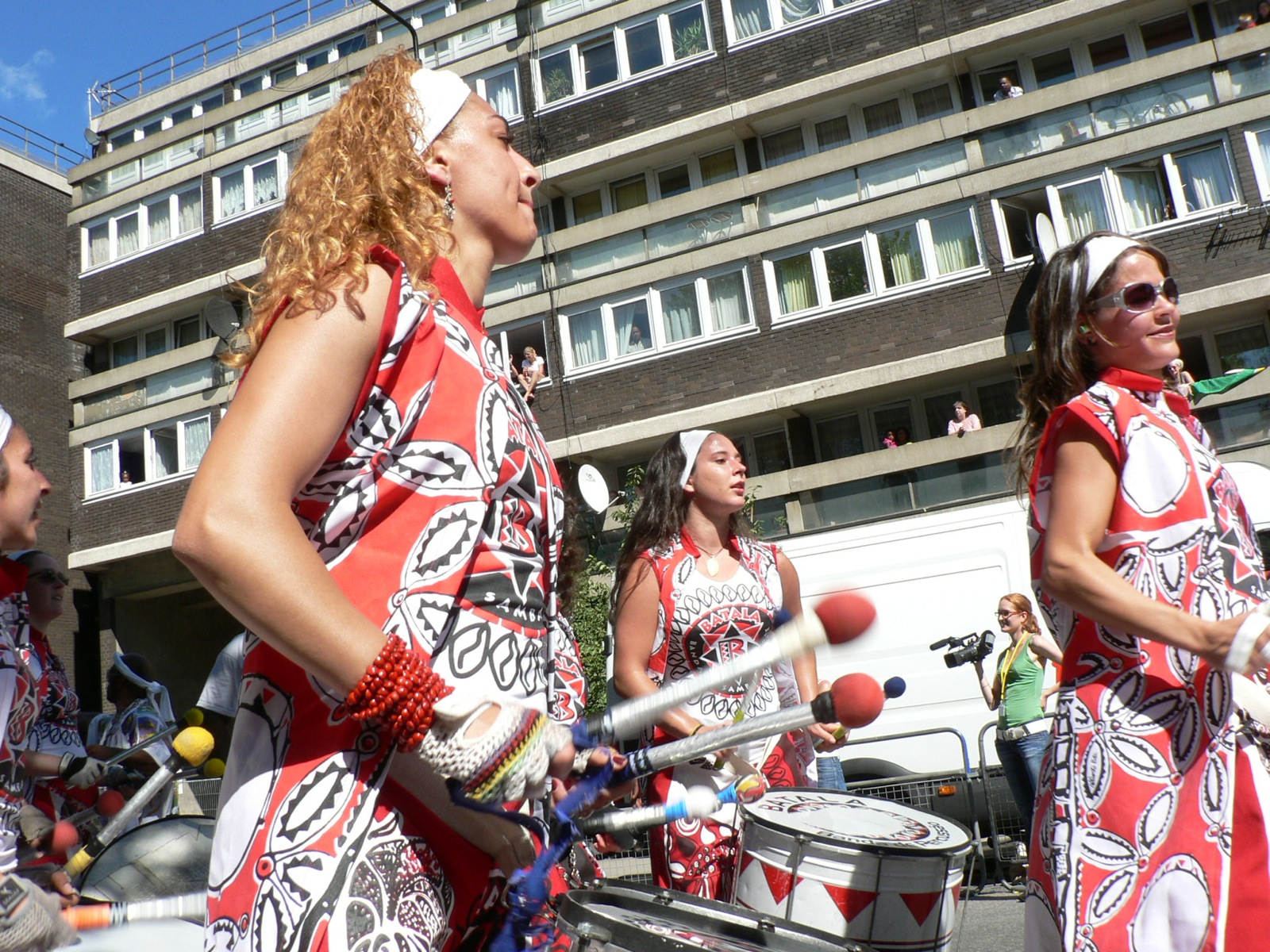
Notting Hill carnival (2005)
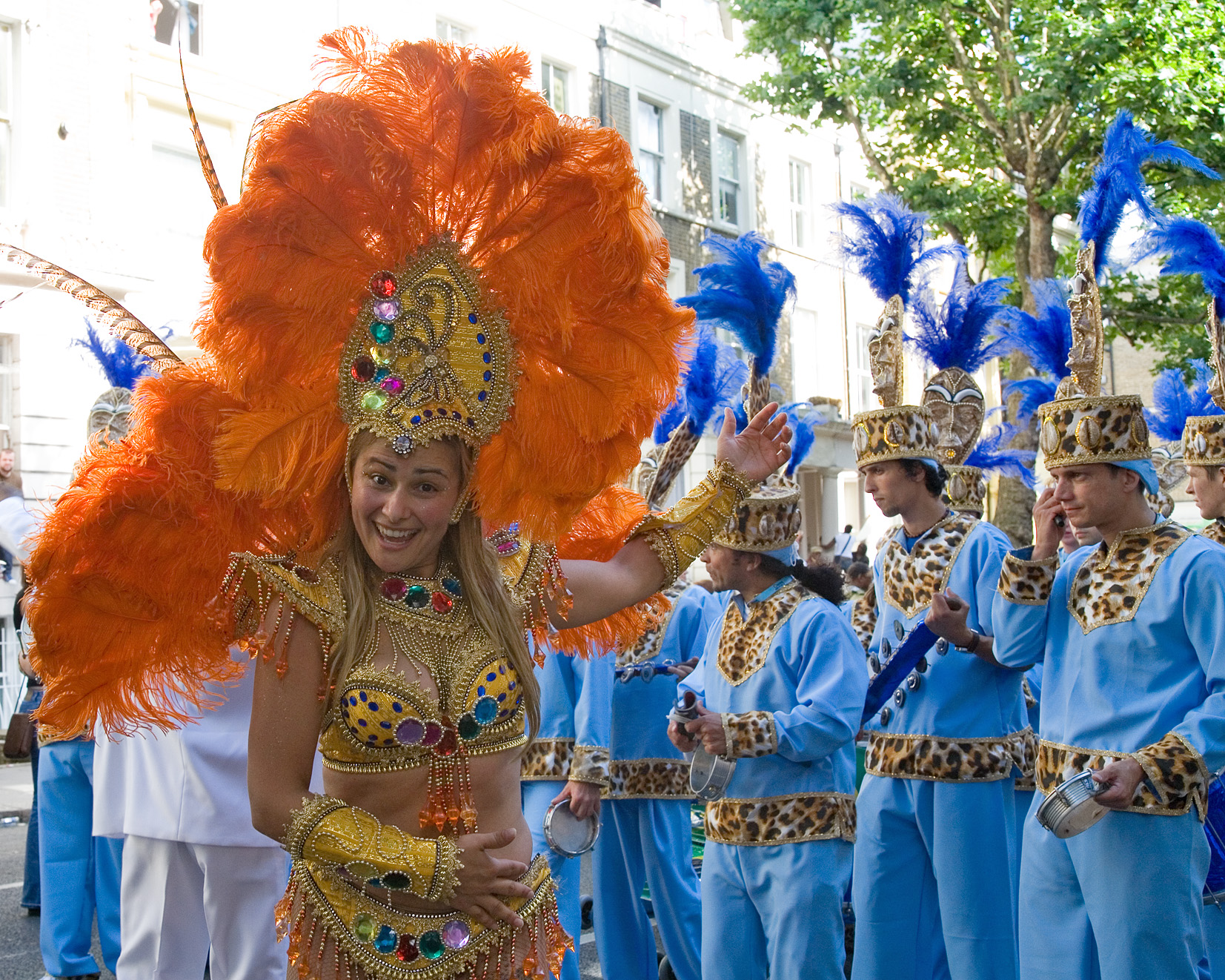
A woman in costume (2006)
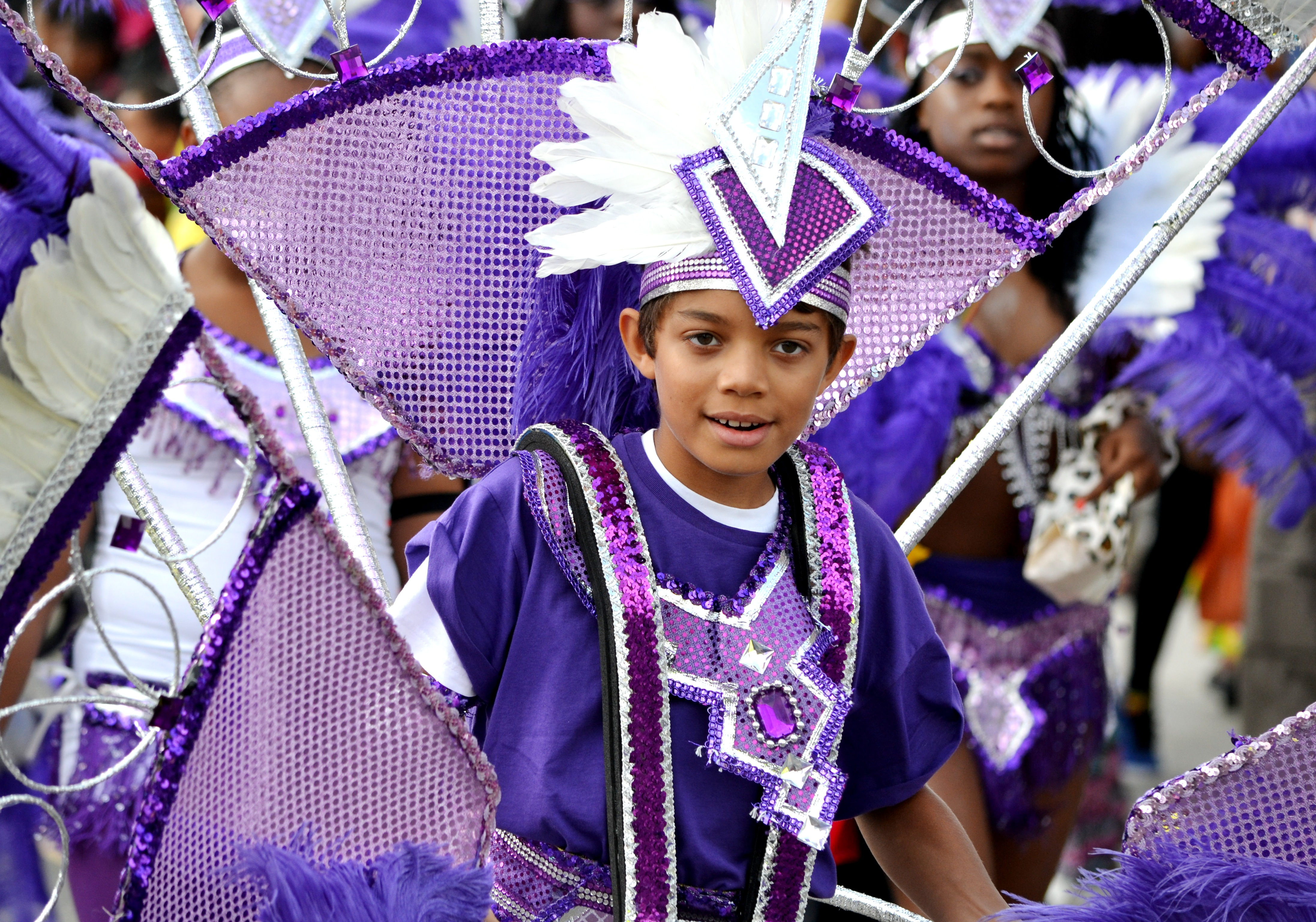
Notting Hill Carnival (2013)
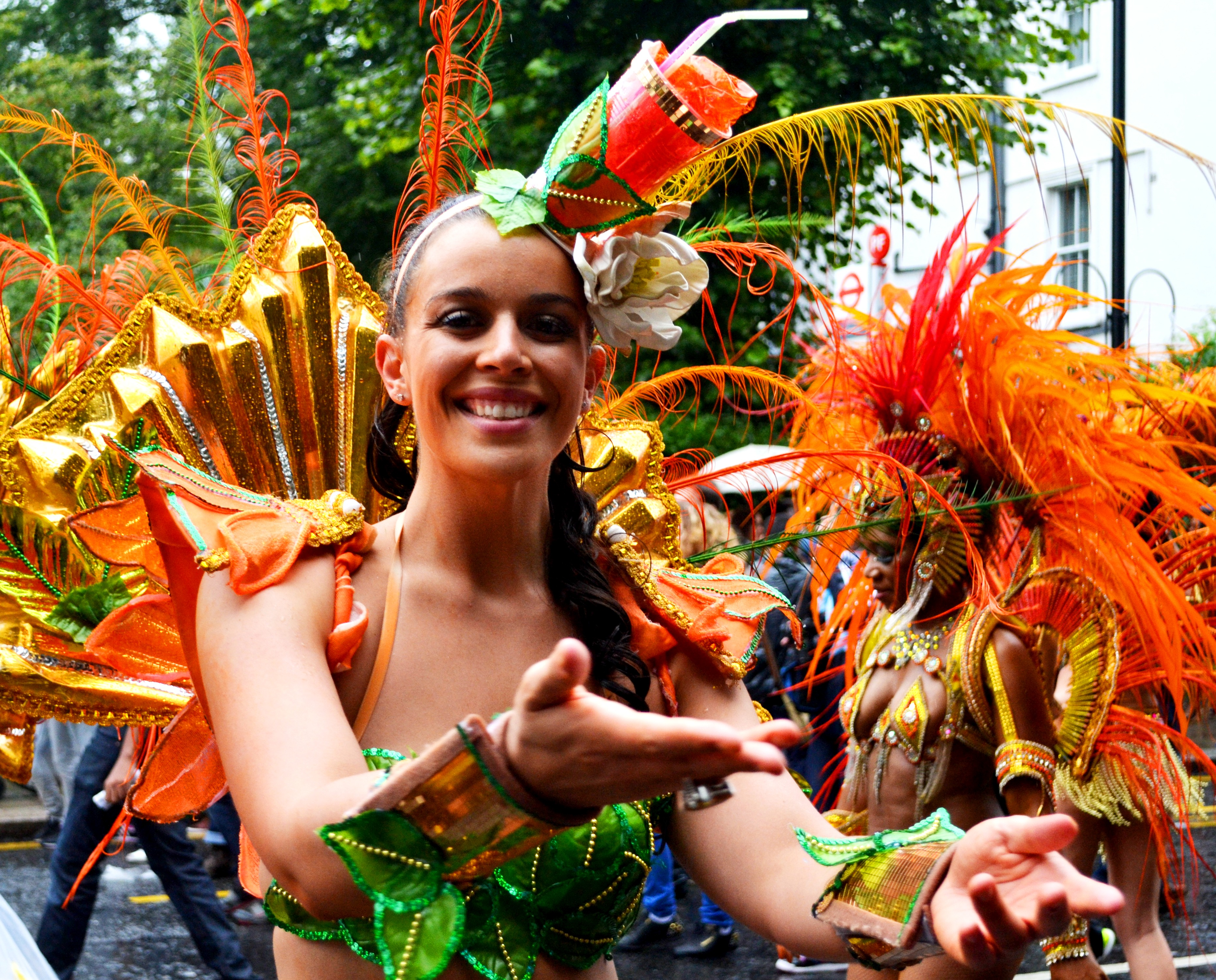
Notting Hill Carnival (2014)
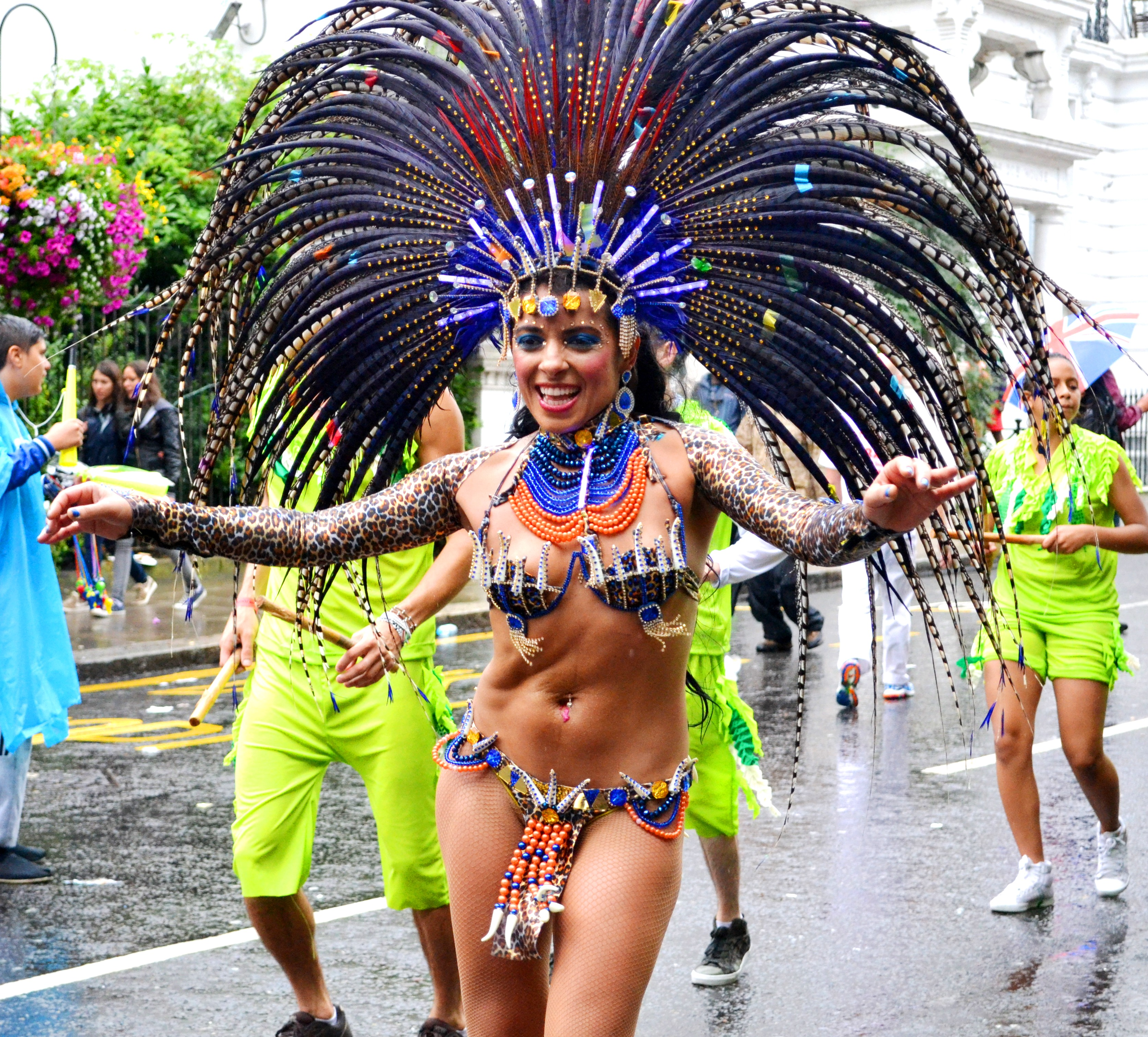
Notting Hill Carnival (2014)
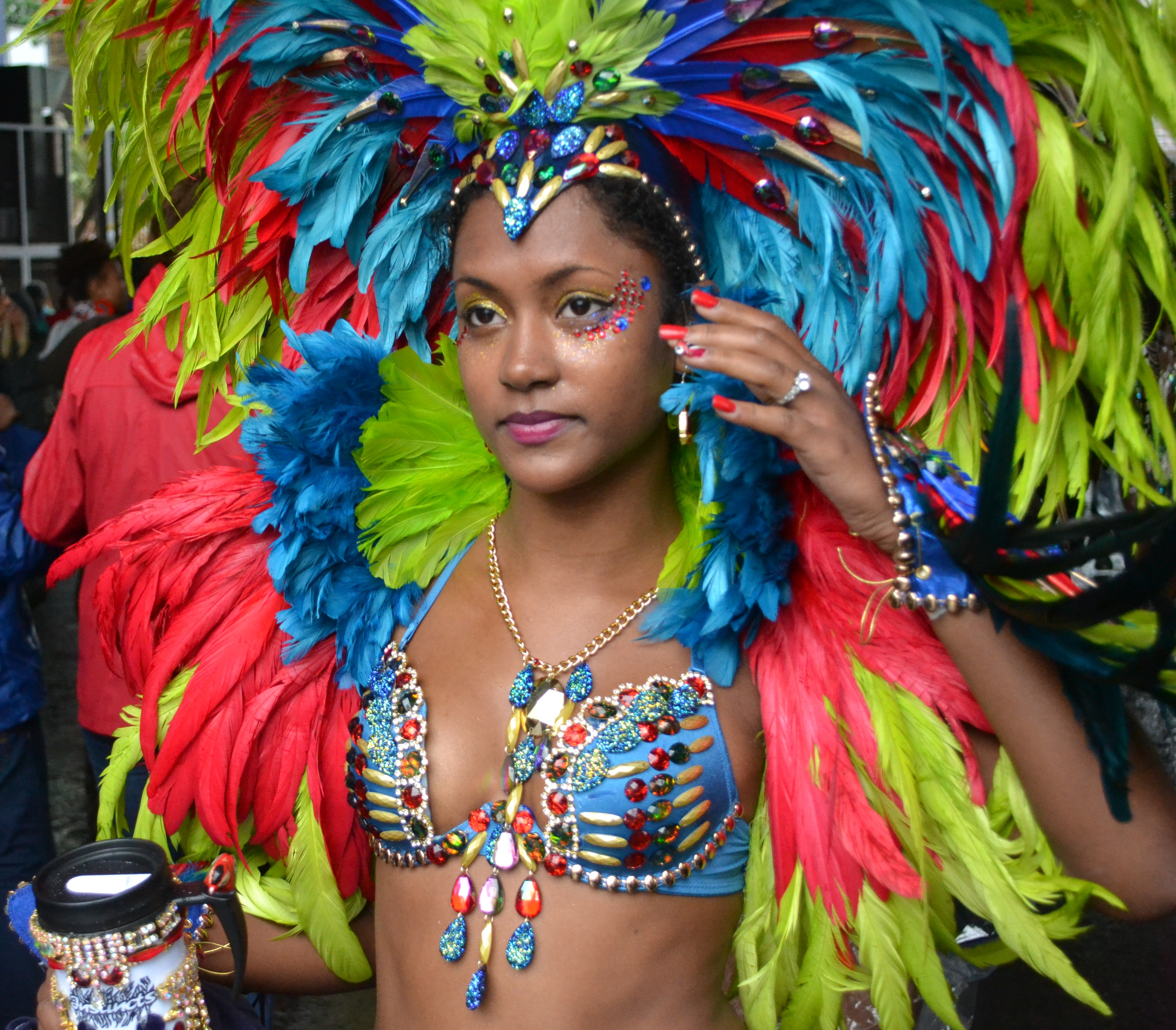
Notting Hill Carnival (2014)
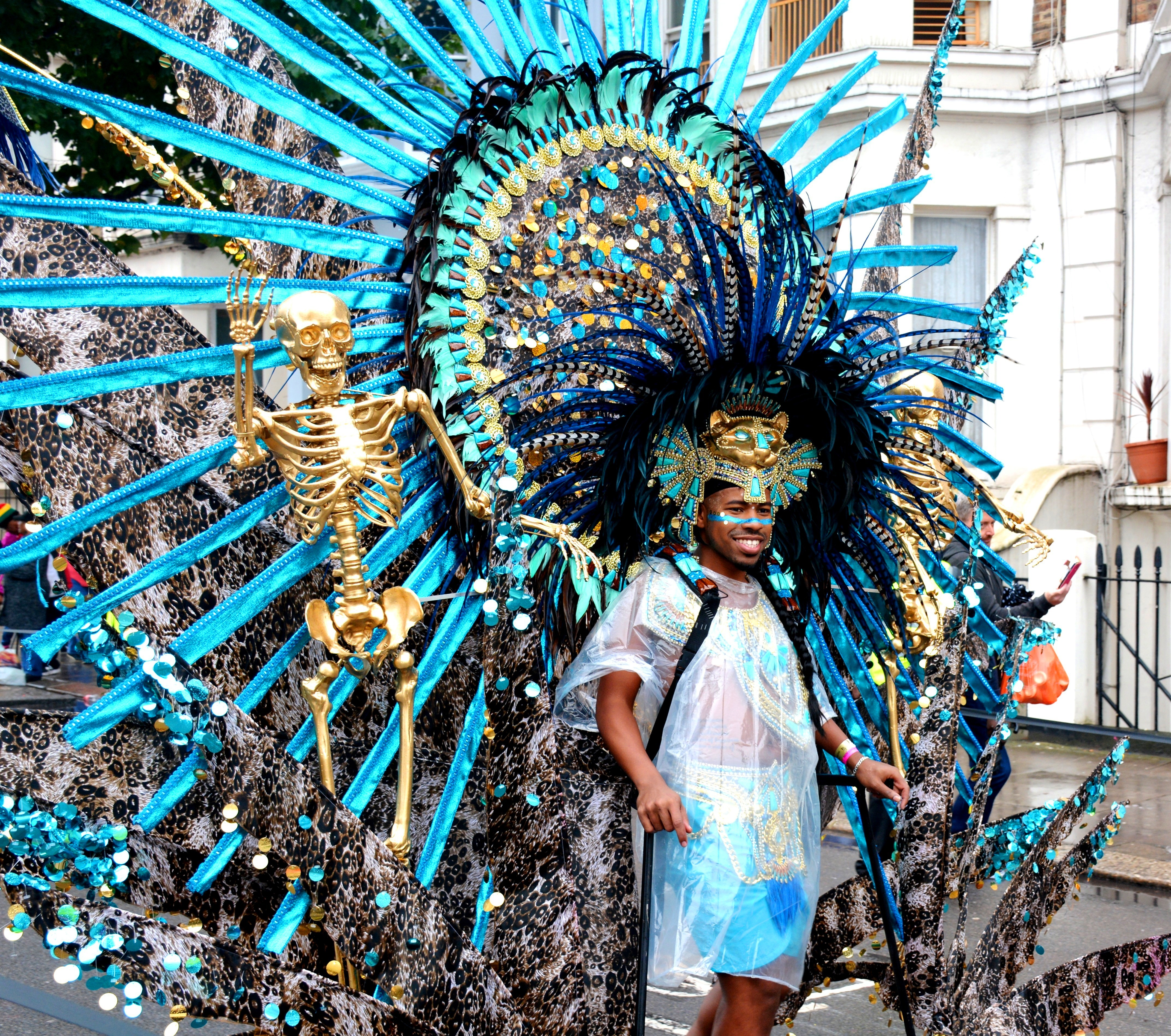
Notting Hill Carnival (2015)
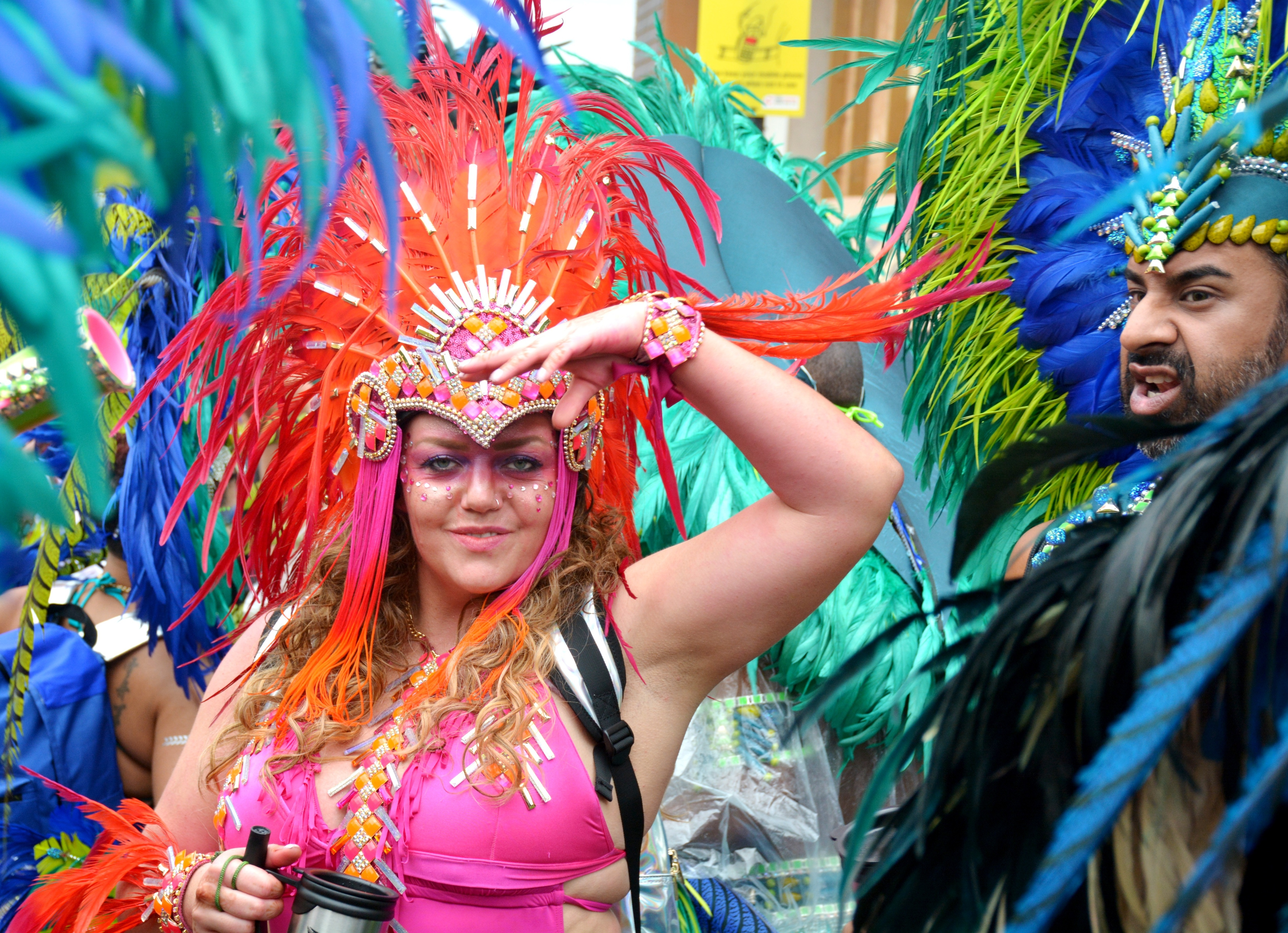
Notting Hill Carnival (2015)
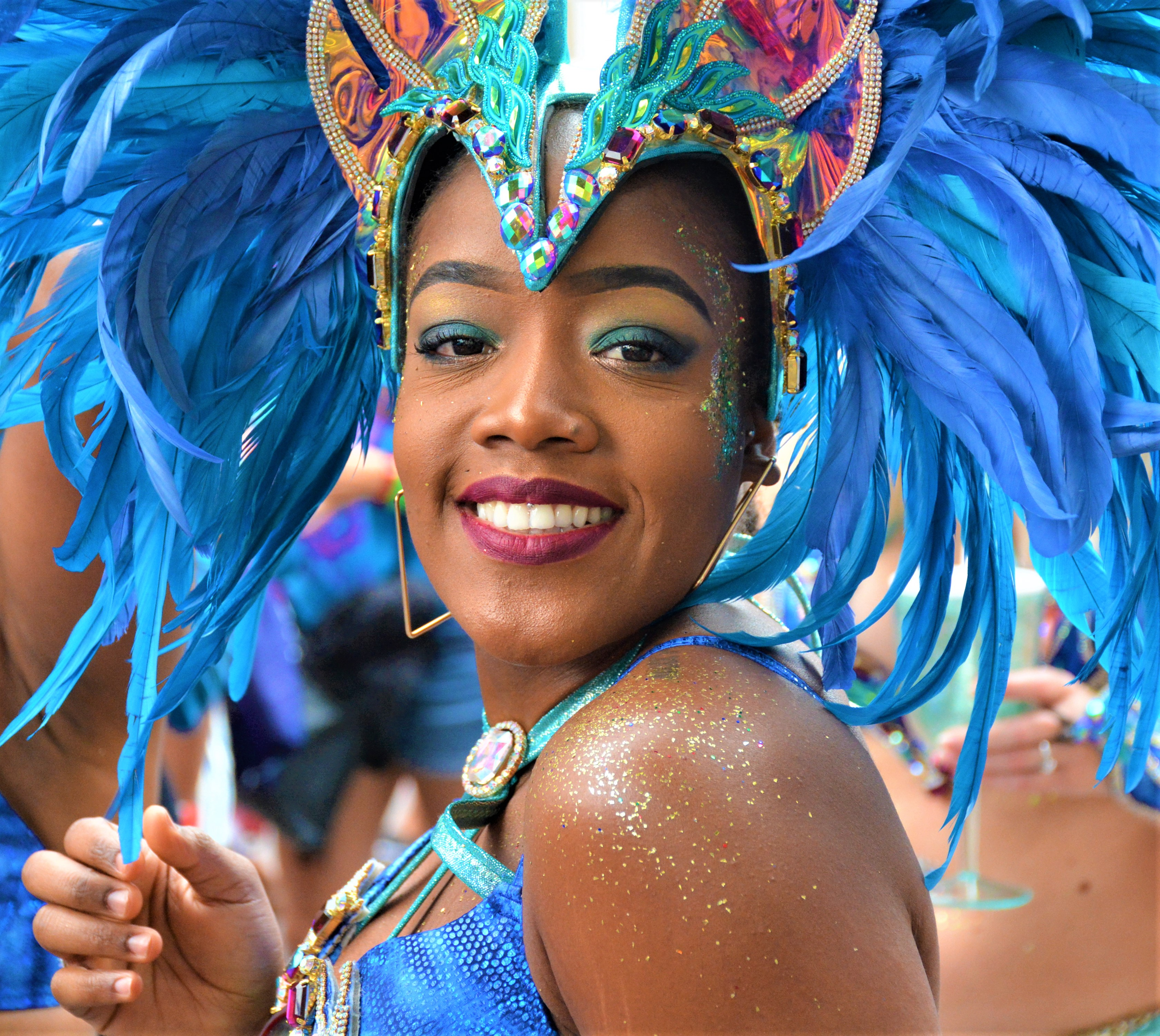
Notting Hill Carnival (2018)
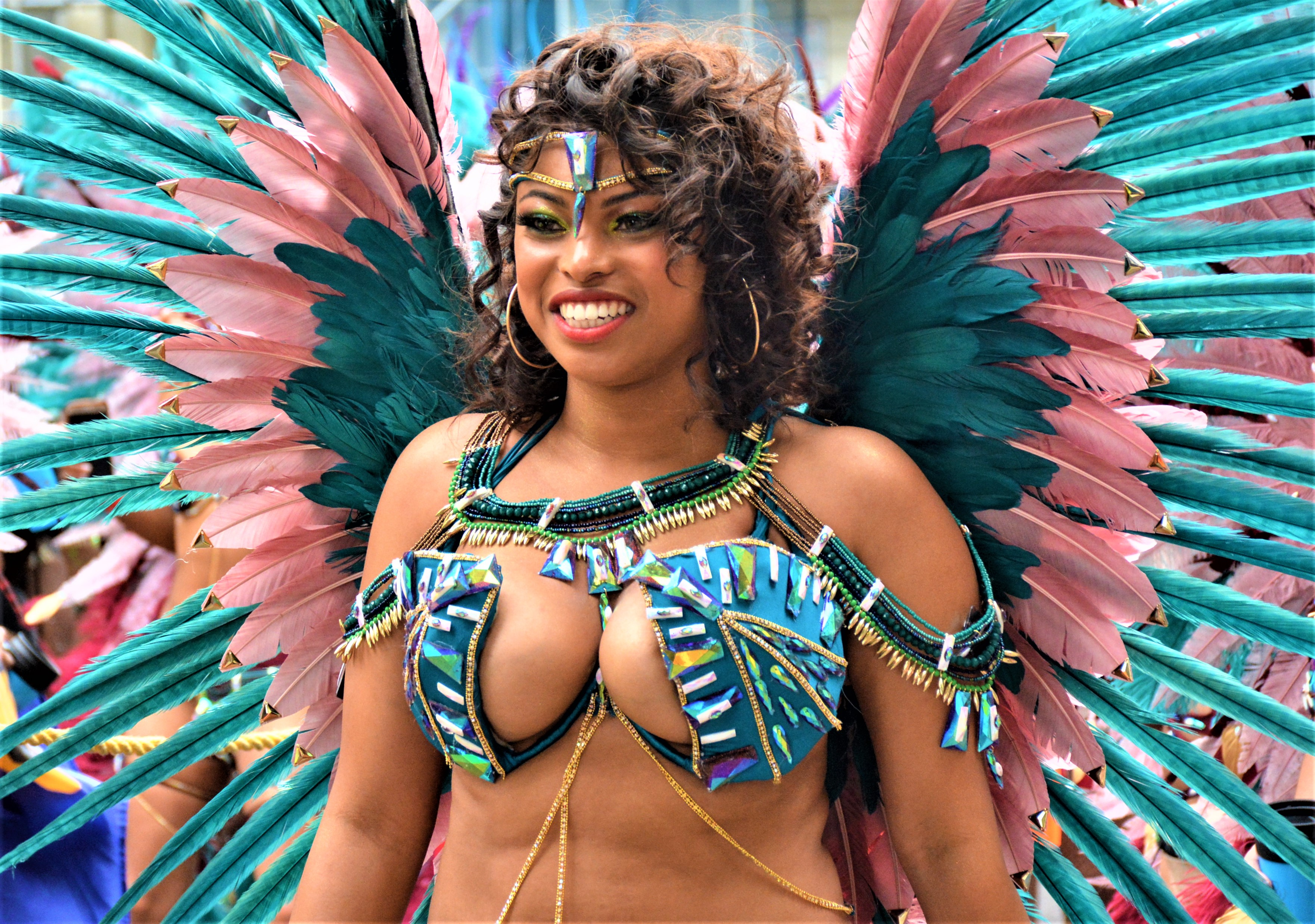
Notting Hill Carnival (2018)
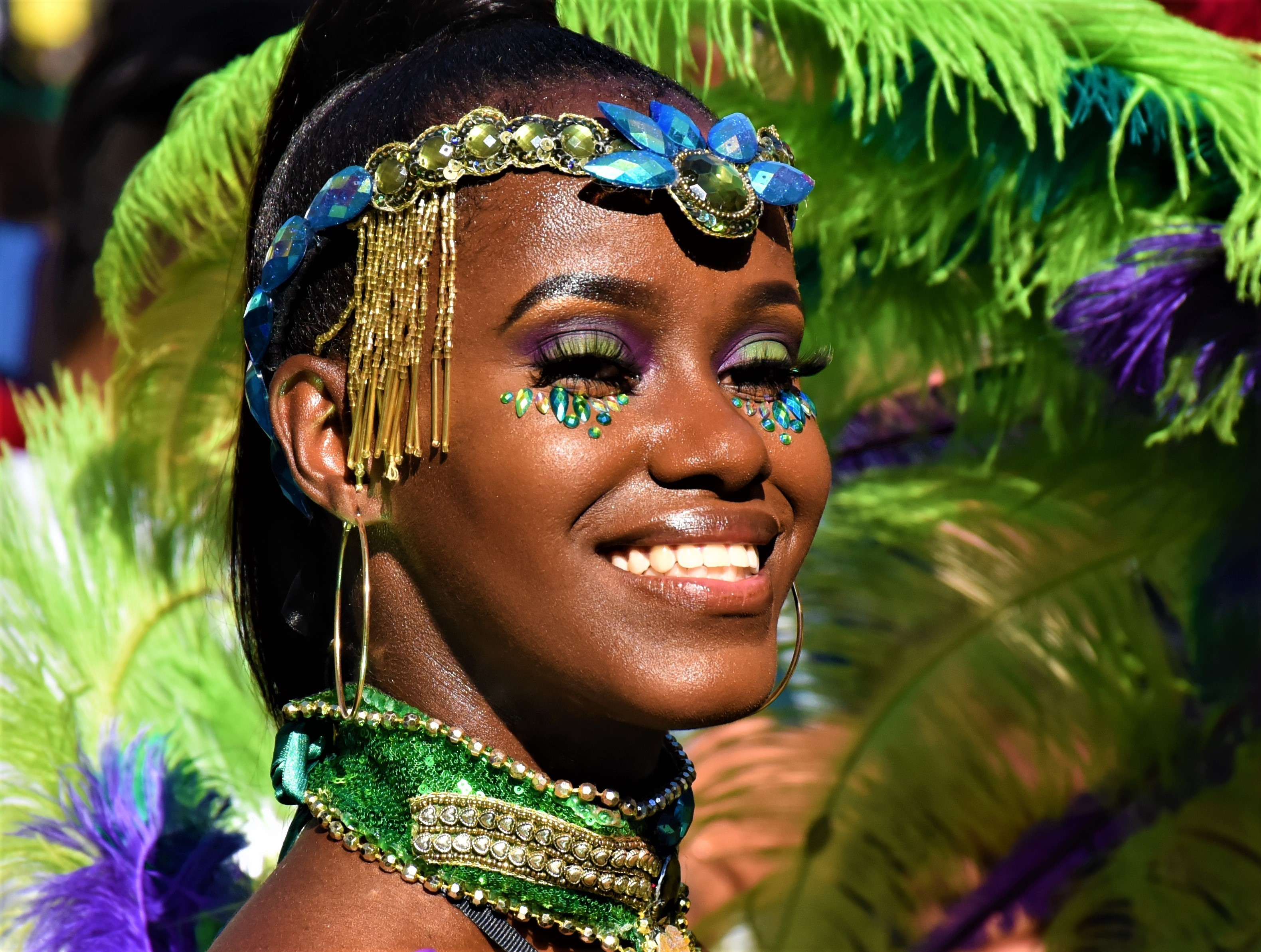
Notting Hill Carnival (2019)